# Юнатан Рінг
Юнатан Рінг (швед. Jonathan Ring, нар. 5 грудня 1991, Еребру) — шведський футболіст, півзахисник клубу «Юргорден».

## Ігрова кар'єра
Народився 5 грудня 1991 року в місті Еребру. Вихованець юнацьких команд футбольних клубів «Адольфсберг» та «Еребру». У складі другого Рінг і розпочав дорослу кар'єру.
З 2010 року виступав за команду «Вернамо», якому і першому ж сезоні допоміг вийти до другого за рівнем дивізіону Швеції, де провів наступні два сезони. Більшість часу, проведеного у складі «Вернамо», був основним гравцем команди.
На початку 2013 року перейшов у «Кальмар», у складі якого дебютував у Аллсвенскан. Відіграв за команду з Кальмара наступні три сезони своєї ігрової кар'єри. Граючи у складі «Кальмара», також здебільшого виходив на поле в основному складі команди.
У січні 2017 року на правах вільного агента перейшов у турецький «Генчлербірлігі», підписавши контракт на півтора року. Втім, у новій команді за пів року провів лише 6 матчів у Суперлізі і вже в липні розірвав контракт з клубом та повернувся в «Кальмар», де пограв до кінця року, допомігши команді врятуватись від вильоту.
У грудні 2017 року підписав контракт на 3 роки з «Юргорденом», у складі якого вже в першому сезоні став володарем Кубка Швеції. Станом на 20 червня 2018 року відіграв за команду з Стокгольма 12 матчів в національному чемпіонаті.

## Титули і досягнення
- Володар Кубка Швеції (1):

«Юргорден»: 2017–18
- Чемпіон Швеції (1):

«Юргорден»: 2019